# Diocesi di Epifania di Cilicia
La diocesi di Epifania di Cilicia (in latino Dioecesis Epiphaniensis in Cilicia) è una sede soppressa del patriarcato di Antiochia e una sede titolare della Chiesa cattolica.

## Storia
Epifania di Cilicia, identificabile con il villaggio di Gözhane, presso Erzin, nel distretto omonimo in Turchia, è un'antica sede episcopale della provincia romana della Cilicia Seconda nella diocesi civile d'Oriente. Faceva parte del patriarcato di Antiochia ed era suffraganea dell'arcidiocesi di Anazarbo, come documentato da una Notitia episcopatuum datata alla seconda metà del VI secolo.
Il primo vescovo conosciuto di Epifania è Anfione, che prese parte nel 314 ai concili celebrati ad Ancira e a Neocesarea e che nel 325 fu tra i padri del primo concilio ecumenico. Si vuole identificare questo vescovo con il santo omonimo, ricordato nel martirologio romano preconciliare alla data del 12 giugno, che fu confessore della fede durante il regno dell'imperatore Galerio (305-311). Segue il vescovo Esichio, che prese parte al concilio di Costantinopoli nel 381.
Nel V secolo sono noti i vescovi Policronio e Marino. Il primo intervenne al concilio di Efeso nel 431, al sinodo indetto ad Antiochia nel 445 per giudicare l'operato di Atanasio di Perre, e al concilio di Calcedonia nel 451. Marino assiste al concilio di Costantinopoli del 459 contro i simoniaci.
Per il VI secolo sono noti due vescovi. Paolo fu deposto nel 518 per ordine dell'imperatore Giustino I per le sue relazioni con Severo di Antiochia. Niceta prese parte al concilio tenuto a Mopsuestia nel 550 a proposito dei tre capitoli e intervenne al concilio ecumenico del 553.
Infine, anche per il VII secolo sono noti due vescovi: Cosma, partecipò, nel 630, ad una riunione di vescovi monofisiti con il patriarca Atanasio I e l'imperatore Eraclio I; e Basilio, che era presente al concilio in Trullo nel 691-692.
Dal XIX secolo Epifania di Cilicia è annoverata tra le sedi vescovili titolari della Chiesa cattolica; la sede è vacante dal 29 settembre 1971.
Durante il XV ed il XVI secolo la Santa Sede attribuì un titolo Epifaniense in Cilicia, sede suffraganea dell'arcidiocesi di Mamistra, nome medievale dell'antica Mopsuestia.

## Cronotassi

### Vescovi greci
- Anfione † (prima del 314 - dopo il 325)
- Esichio † (menzionato nel 381)
- Policronio † (prima del 431 - dopo il 451)
- Marino ? † (menzionato nel 459)
  - Paolo † (? - 518 deposto) (vescovo monofisita)
- Niceta † (prima del 550 - dopo il 553)
  - Cosma † (menzionato nel 630) (vescovo monofisita)
- Basilio † (prima del 691 - dopo il 692)

### Vescovi titolari
La cronotassi di Epifania di Siria e di Amatunte di Palestina potrebbero comprendere anche alcuni vescovi di questa sede, in quanto nelle fonti citate le tre cronotassi non sono distinte e chiare.
- Pietro di Bacs † (26 settembre 1464 - ?)
- Michele Francesco, O.S.P.P.E. † (17 agosto 1498 - ?)
- Michele † (menzionato nel 1520)
- Francesco di Themesvar † (15 marzo 1536 - ? deceduto)[6]
- Rafael Andreu Guerrero † (26 marzo 1804 - 1º maggio 1819 deceduto)
- Giuseppe Passaponti † (16 aprile 1846 - 15 novembre 1867 deceduto)[7]
- Joseph Projectus Machebeuf (Macheboeuf) † (3 marzo 1868 - 16 agosto 1887 nominato vescovo di Denver)[8]
- Luciano Saracani, O.F.M. † (1º giugno 1888[9] - 23 agosto 1892 deceduto)
- Fortunato Vinelli † (16 gennaio 1893 - 16 marzo 1896 nominato vescovo di Chiavari)
- Francis Alphonsus Bourne † (27 marzo 1896 - 9 aprile 1897 succeduto vescovo di Southwark)
- Sebastião José Pereira † (16 novembre 1897 - 23 luglio 1900 nominato vescovo di Damão)
- Rafael Fernández Concha † (22 gennaio 1901 - 13 ottobre 1912 deceduto)
- Arsenio del Campo y Monasterio, O.S.A. † (2 dicembre 1912 - 10 luglio 1917 deceduto)
- Pierre Rossillon, M.S.F.S. † (22 agosto 1918 - 18 giugno 1926 succeduto vescovo di Vizagapatam)
- Timothy Joseph Crowley, C.S.C. † (26 gennaio 1927 - 9 novembre 1929 succeduto vescovo di Dacca)
- Emiliano Giuseppe Lonati, O.F.M.Cap. † (10 gennaio 1930 - 29 settembre 1971 deceduto)